# New Criticism
New Criticism è una corrente di critica testuale e letteraria che si è sviluppata negli USA e in Inghilterra fra gli anni trenta e gli anni cinquanta del Novecento e che ha dominato il panorama critico degli studi letterari per la maggior parte della metà del XX secolo.
Il movimento The New Criticism (La nuova critica) deve il suo nome al saggio di John Crowe Ransom “Criticism, Inc.,” pubblicato in The World’s Body nel 1938 e quindi nel volume The New Criticism pubblicato dalla New Directions nel 1941. The New Criticism nasce in opposizione alla rigida ortodossia della critica marxista e al moralismo del neoumanesimo. Matrice culturale comune degli scrittori che lo formarono è il conservatorismo, ovvero la provenienza da gruppi di intellettuali contrari all'industrializzazione, al marxismo e alla politica di Roosevelt (come i «Southern Agrarians» e i «Fuggiaschi»), tesi a contrastare il dominio critico e ideologico della Nuova Inghilterra.
Il tentativo del New Criticism era di liberare il testo dal riferimento al contesto storico in cui era nato, considerarlo in modo separato rispetto alla storia dell'autore, alla sua poetica e alle sue intenzioni per far conquistare alla critica del testo una nuova oggettività.
Mutuato dai formalismi europei e da quello russo, il New Criticism rappresenta il momento formalista della critica letteraria americana
Figure legate al New Criticism includono Robert Penn Warren, William Empson e Thomas Stearns Eliot.